# Martin Kree
Martin Kree (* 27. Januar 1965 in Wickede (Ruhr)) ist ein ehemaliger deutscher Fußballspieler.

## Karriere
Der Abwehrspieler begann seine Karriere bei der TuS Wickede. Zur Saison 1983/84 wechselte Kree zusammen mit Frank Heinemann aus der A-Jugend des VfL Bochum zur Amateurmannschaft in die Oberliga Westfalen.
Am 21. April 1984 begann Kree seine Bundesligakarriere beim VfL Bochum im Rückrundenspiel gegen den VfB Stuttgart. Bis 1989 bestritt er 164 Spiele für den VfL und schoss 28 Tore. Ab 1989 war er für Bayer 04 Leverkusen aktiv. Für Leverkusen spielte er bis 1994 und wechselte dann zu Borussia Dortmund. In Dortmund spielte Kree bis 1998 und gewann 1997 die Champions League und den Weltpokal. Weitere Erfolge in seiner Karriere waren die deutschen Meisterschaften 1995 und 1996 mit dem BVB und der Gewinn des DFB-Pokals 1993 mit Bayer 04 Leverkusen. Mit dem VfL Bochum stand Kree 1988 im Finale des DFB-Pokals.
Insgesamt spielte Kree 401-mal in der Bundesliga und erzielte 51 Tore. Dabei war er insbesondere für seine Schusskraft bei Distanzschüssen und Standardsituationen bekannt. Außerdem spielte er 1984 und 1985 fünfmal in der deutschen U-21-Nationalmannschaft; 1986 wurde er in der B-Nationalmannschaft eingesetzt.

## Erfolge
- Champions-League-Sieger: 1997
- Weltpokal-Sieger: 1997
- Deutscher Meister: 1995, 1996
- DFB-Pokal-Sieger: 1993
- DFB-Pokal-Finalist: 1988

## Nach der Karriere
Direkt nach seiner Karriere begann Kree, in der Kölner Filiale einer Liechtensteiner Marketingagentur zu arbeiten. Heute ist Kree in der Computerbranche tätig, nachdem er im August 2004 in Holzwickede ein IT-Schulungscenter (New Horizons) eröffnet hatte. Er ist seit Juli 2012 Mitglied des Aufsichtsrats des VfL Bochum.

## Besonderes
Kree verfügte in seiner Zeit beim VfL Bochum über den härtesten Schuss der Bundesliga, wie in der damaligen Bundesliga-Show Anpfiff auf RTL festgestellt wurde. Gemessen wurde eine Ballgeschwindigkeit von 137 km/h, so viel wie bei keinem anderen Bundesligaspieler seiner Zeit.
In der Folge #7 "Fußballtalk mit Martin Kree" des Podcasts Comedykation mit Markus Krebs erzählt Kree, dass er bei einer späteren Messung auf eine Geschwindigkeit von 143,9 km/h kam.